# Międzynarodowe Towarzystwo Organizacji Wiedzy: ISKO

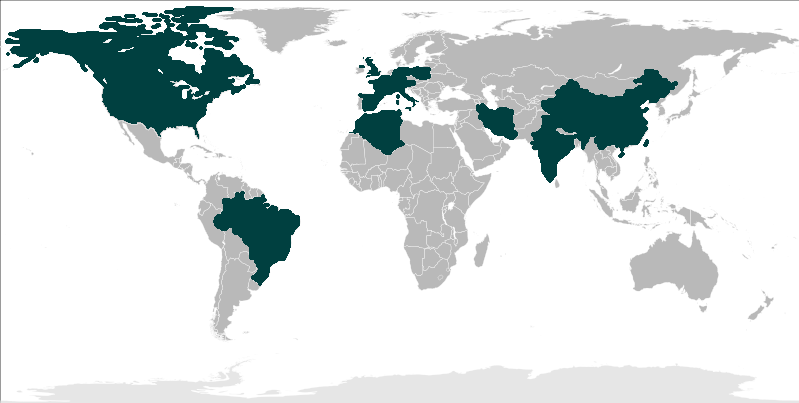
Członkowie ISKO (ciemnozielony kolor)

Międzynarodowe Towarzystwo Organizacji Wiedzy: ISKO (ang. International Society for Knowledge Organization) – międzynarodowa organizacja naukowa, zajmująca się popieraniem badań, rozwoju i zastosowań wszystkich metod służących do organizacji wiedzy.

## Historia
Międzynarodowe Towarzystwo Organizacji Wiedzy zostało założone w 1989 roku.
Idea powstania polskiego oddziału ISKO została przedstawiona 14-16 września 1994 r. w trakcie trwania I Europejskiej Konferencji ISKO w Bratysławie. Polski oddział ISKO rozpoczął swoją działalność na początku 2007 roku.

## Współpraca
ISKO współpracuje z takimi międzynarodowymi organizacjami jak UNESCO, Komisja Europejska czy Międzynarodowa Organizacja Normalizacyjna.